# Perizoma euphrasiata
Perizoma euphrasiata är en fjärilsart som beskrevs av Pierre Millière 1870. Perizoma euphrasiata ingår i släktet Perizoma och familjen mätare. Inga underarter finns listade i Catalogue of Life.